# Angola Telecom
Angola Telecom est une entreprise publique de télécommunications et de médias angolaise fondée en 1992, après la fusion des deux entreprises d'État ENATEL et EPTEL.

## Filiales
En 2008 une nouvelle filiale est créée, Infrasat chargée de commercialiser des offres de services utilisant les télécommunications par Satellite (téléphonie, internet, télémédecine, etc.). D’abord en louant de la bande passante chez des opérateurs étrangers avant de se voir chargée en 2017 de la commercialisation des services fournis par AngoSat-1, tant en Angola qu'à l'international,, le premier satellite angolais lancé à la fin de 2017.
- Movicel (téléphonie mobile)
- ELT Angola (annuaire téléphonique)
- Multitel (fournisseur d'accès internet)
- TVCabo (télévision par câble)
- Infrasat (télécommunications par satellites)